# Навстречу тьме
«Навстречу тьме» (англ. Into the Dark) — американский телесериал ужасов, премьера которого состоялась 5 октября 2018 года на сервисе Hulu. Сериал состоит из двенадцати полнометражных эпизодов, каждый из которых выходит с интервалом в один месяц. В центре сюжета находится праздник, который отмечается в месяц выхода эпизода. Сериал подготовлен телевизионным отделением Blumhouse Productions, а основатель компании Джейсон Блум является исполнительным продюсером сериала. В каждом эпизоде есть свои актёры и режиссёры. Над постановкой сериала работали такие режиссёры как Патрик Люссье, Начо Вигалондо, София Такал, Даниэль Штамм, Джеймс Родэй, Патрик Кейси и Джош Миллер. Сериал был продлён на 2 сезон, премьера которого состоялась 5 октября 2019 года.

## Сюжет
Каждый эпизод выходит раз в месяц и приурочен к определённому празднику. Серия представляет собой полуторачасовой фильм, снятый в жанре ужасов.

## Эпизоды
| Сезон | Серии | Серии | Даты показа    | Даты показа     |
| Сезон | Серии | Серии | Первая серия   | Последняя серия |
| ----- | ----- | ----- | -------------- | --------------- |
| 1     | 12    | 12    | 5 октября 2018 | 6 сентября 2019 |
| 2     | 12    | 12    | 4 октября 2019 | 26 марта 2021   |

### 1 сезон (2018-19)
| № общий | № в сезоне | Название                                               | Праздник                                  | Режиссёр         | Автор сценария                                                | Дата премьеры   |
| --- | ---------- | ------------------------------------------------------ | ----------------------------------------- | ---------------- | ------------------------------------------------------------- | --------------- |
| 1 | 1          | «Тело» «The Body»                                      | Хэллоуин                                  | Пол Дэвис        | Пол Фишер и Пол Дэвис                                         | 5 октября 2018  |
| В Хэллоуин профессиональный киллер убивает свою цель и оборачивает её, как мумию, чтобы избавиться от тела. Однако по пути он оказывается втянутым на вечеринку в честь Хэллоуина. В ролях: Том Бейтман в роли Уилкса, Ребекка Риттенхаус в роли Мэгги, Аврора Перрино в роли Дороти, Дэвид Хул в роли Аллана, Рэй Сантьяго в роли Джека, Харви Гильен в роли Ника, Макс Адлер в роли офицера Фрира.                                        |            |                                                        |                                           |                  |                                                               |                 |
| 2 | 2          | «Плоть и кровь» «Flesh & Blood»                        | День благодарения                         | Патрик Люссье    | Луи Акерман                                                   | 2 ноября 2018   |
| Накануне Дня благодарения девушка, страдающая агорафобией, начинает подозревать своего отца в причастности к исчезновению нескольких девушек. В ролях: Дермот Малруни в роли Генри Тумса, Диана Сильверс в роли Кимберли Тумс, Темби Лок в роли доктора Хелен Сондерс, Мередит Сэленджер в роли Роуз Тумс. |            |                                                        |                                           |                  |                                                               |                 |
| 3 | 3          | «Пука!» «Pooka!»                                       | Рождество                                 | Начо Вигалондо   | Джералд Т. Олсон                                              | 7 декабря 2018  |
| На Рождество безработному актёру предлагают стать талисманом игрушки Пука. Однако вскоре костюм начинает влиять на него. В ролях: Няша Хатенди в роли Уилсона, Латерша Роуз в роли Мелани, Джон Дейли в роли Финна, Дейл Дикки в роли Рэд, Джонни Берриман в роли Тая. |            |                                                        |                                           |                  |                                                               |                 |
| 4 | 4          | «Новый год, Новая ты» «New Year, New You»              | Канун Нового года                         | Софи Такал       | Сюжет : Софи Такал и Адам Гейнс Телесценарий : Адам Гейнс     | 28 декабря 2018 |
| В канун Нового года няня планирует отомстить за издевательства над девушкой, достаточные для её самоубийства. В ролях: Сьюки Уотерхаус в роли Алексис, Карли Чайкин в роли Даниэль, Кирби Хауэлл-Баптисте в роли Кайлы, Мелисса Берглэнд в роли Хлои. |            |                                                        |                                           |                  |                                                               |                 |
| 5 | 5          | «Вниз» «Down»                                          | День святого Валентина                    | Даниэль Штамм    | Кент Кубена                                                   | 1 февраля 2019  |
| В многоэтажном офисе в День святого Валентина, два офисных работника — мужчина и женщина — застряли в лифте после поздней работы. Однако женщина обнаруживает, что мужчина на самом деле является охранником здания и на самом деле преследует её. В ролях: Мэтт Лауриа в роли парня/Джона Дикинса, Натали Мартинес в роли Дженнифер Роббинс, Арни Пантойя в роли Эдди, Кристина Леоне в роли Руби, Дайан Селлерс в роли коллеги Дженнифер. |            |                                                        |                                           |                  |                                                               |                 |
| 6 | 6          | «Домик на дереве» «Treehouse»                          | Международный женский день Мартовские иды | Джеймс Родэй     | Джеймс Родэй и Тодхартан                                      | 1 марта 2019    |
| В мартовские иды издевательства шеф-повара знаменитостей становятся мишенью для группы «ведьм», которые пытаются наказать его за преступления против женщин с помощью фото свидетельств о нём в старом домике на дереве. В ролях: Джимми Симпсон в роли Питера Рэйка, Мэри Маккормак в роли Лиллит, Шонет Рене Уилсон в роли Мари, Мэгги Лоусон в роли Бекки Уилер, Стефани Беатрис в роли Елены Джулианна Гилл в роли Кары Уилер.          |            |                                                        |                                           |                  |                                                               |                 |
| 7 | 7          | «Я просто тебя подъ*бываю» «I'm Just F*cking with You» | День смеха                                | Адам Мейсон      | Грегг Зехентнер и Скотт Баркан                                | 1 апреля 2019   |
| Брат и сестра едут на свадьбу родни и останавливаются на ночь в уединённом отеле, где им придётся пережить череду все более пугающих розыгрышей. В ролях: Кейр О’Доннелл в роли Ларри Адамса, Хэйз МакАртур в ролли Честера Коклина, Джессика Макнэми в роли Рэйчел Адамс. |            |                                                        |                                           |                  |                                                               |                 |
| 8 | 8          | «Все, что мы уничтожаем» «All That We Destroy»         | День матери                               | Челси Стардуст   | Шон Келлер и Джим Агнью                                       | 3 мая 2019      |
| Ученая-генетик боится, что её сын вырастет серийным убийцей. Пытаясь излечить его от склонности к психопатии, женщина создаёт группу клонов и позволяет сыну совершить своё первое убийство. В ролях: Израэль Бруссар, Аврора Перрино, Дора Мэдисон Бёрдж, Фрэнк Уэйли, Саманта Мэтис. |            |                                                        |                                           |                  |                                                               |                 |
| 9 | 9          | «Они приходят постучать» «They Come Knocking»          | День отца                                 | Адам Мейсон      | Шэйн Ван Дайк и Кэри Ван Дайк                                 | 7 июня 2019     |
| Потеряв жену после тяжёлой болезни, отец отправляет двух своих дочерей в автомобильную поездку, чтобы они могли хоть немного отвлечься. Внезапно он обнаруживает свою семью в окружении ужасающих сверхъестественных существ, которые совсем не выглядят дружелюбно. В ролях: Клейн Кроуфорд, Джозефин Лэнгфорд, Лия МакХью, Робин Лайвли.                                                                                                  |            |                                                        |                                           |                  |                                                               |                 |
| 10 | 10         | «Культурный Шок» «Culture Shock»                       | День независимости США                    | Гиги Сол Герерро | Джеймс Бенсон, Эфрен Эрнандес и Джиджи Сол Герреро            | 4 июля 2019     |
| Молодая мексиканка с детства преследует "американскую мечту" и для того, чтобы начать новую жизнь, нелегально пересекает Соединённые Штаты. Однако вместо шикарной жизни, исполнения желаний и полной свободы, девушка попадает в настоящий американский кошмар. В ролях: Марта Игареда, Ричард Кебрал, Шон Эшмор, Барбара Крэмптон, Крид Брэттон.                                                                                          |            |                                                        |                                           |                  |                                                               |                 |
| 11 | 11         | «Школьный Дух» «School Spirit»                         | Первый учебный день                       | Майк Ган         | Патрик Кейси и Джош Миллер                                    | 2 августа 2019  |
| Школьный дух преследует группу социальных изгоев, застрявших в заключении в выходные дни. Все идёт совсем наперекосяк тогда, когда героев начинают преследовать привидения из старых школьных легенд. В ролях: Кори Фогельманис, Энни Кью, Джесси Кейс, Джулиан Воркс, Филип Лабес, Хьюго Армстронг. |            |                                                        |                                           |                  |                                                               |                 |
| 12 | 12         | «Чистота» «Pure»                                       | День отца и дочери                        | Ханна Макферсон  | Сюжет : Пол Фишер и Пол Дэвис. Телесценарий : Ханна Макферсон | 6 сентября 2019 |
| Несколько девочек-подростков на Ретрите Чистоты участвуют в тайном ритуале, где они начинают видеть сверхъестественную сущность. Девушкам нужно сосредоточиться на демоне, которого они вызвали. В ролях: Джакара Смит, Маккейли Миллер, Скотт Портер, Аннализа Кокрейн, Сиэра Браво, Джим Клок, ТС Картер. |            |                                                        |                                           |                  |                                                               |                 |

### 2 сезон (2019-21)
| № общий | № в сезоне | Название                                          | Праздник                                 | Режиссёр          | Автор сценария                                                           | Дата премьеры   |
| --- | ---------- | ------------------------------------------------- | ---------------------------------------- | ----------------- | ------------------------------------------------------------------------ | --------------- |
| 13 | 1          | «Жуткая Анни» «Uncanny Annie»                     | Хэллоуин                                 | Пол Дэвис         | Алан Блейк Бэчелор и Джеймс Бэчелор                                      | 4 октября 2019  |
| В ночь на Хэллоуин группа студентов колледжа играет в настольную игру, которая заманивает их в ловушку и заставляет их раскрывать свои самые мрачные секреты и страхи. Они могут выжить, только выиграв. В ролях: Джорджи Флорес в роли Евы, Аделаида Кейн в роли Венди, Пейдж МакГи в роли Грэйс, Жак Колимон в роли Крейга, Дилан Арнольд в роли Майкла, Эван Биттенкур в роли Питера.                                                                      |            |                                                   |                                          |                   |                                                                          |                 |
| 14 | 2          | «Пилигрим» «Pilgrim»                              | День благодарения                        | Маркус Данстэн    | Маркус Данстэн и Ноа Файнберг                                            | 1 ноября 2019   |
| Анна Баркер приглашает пилигримов-реконструкторов на День Благодарения, чтобы напомнить своей семье о важности праздника и помочь сблизиться. Однако, когда актёры отказываются уходить, семья Баркеров узнаёт, что существует такая вещь, как слишком большая благодарность. В ролях: Керр Смит в роли Шейна, Рейн Эдвардс в роли Коди, Питер Джиллз в роли Итана, Кортни Хенгелер в роли Анны, Тадж Спэйтс в роли Финна и Антонио Рауль Корбо в роли Тейта. |            |                                                   |                                          |                   |                                                                          |                 |
| 15 | 3          | «Неприятная Часть Работы» «A Nasty Piece of Work» | Рождество                                | Чарльз Худ        | Пол Сотер                                                                | 5 декабря 2019  |
| Сотрудник среднего звена в крупной компании узнаёт, что не получит рождественской премии или повышения, на которое надеялся. Однако чуть позже босс приглашает мужчину на ужин с предложением касательно того, как он может подняться по карьерной лестнице. Победив своего соперника в жестоком соревновании... В ролях: Кайл Ховард, Джулиан Сэндз, Дастин Миллиган, Анджела Сарафян, Молли Хейган, Натали Холл.                                            |            |                                                   |                                          |                   |                                                                          |                 |
| 16 | 4          | «Полночный Поцелуй» «Midnight Kiss»               | Канун Нового года                        | Картер Смит       | Ерлингур Тороддсен                                                       | 27 декабря 2019 |
| Где-то в самом конце географии находится коттедж, куда едет праздновать Новый год гей-компания со сложными отношениями и их приятельница, не зная, что они уже выбраны загадочным маньяком. В ролях: Август Прю, Скотт Эванс, Айден Майэри, Лукас Гейдж, Честер Локхарт, Адам Фэйзон. |            |                                                   |                                          |                   |                                                                          |                 |
| 17 | 5          | «Мой Валентин» «My Valentine»                     | День святого Валентина                   | Мэгги Левин       | Мэгги Левин                                                              | 7 февраля 2020  |
| Песни и амплуа популярной певицы были украдены её бывшим парнем,который являлся её менеджером и бесстыдно присвоены его новой девушкой. Запертые в небольшом концертном зале на протяжении многих часов, они сталкиваются со многими нерешёнными вопросами своего прошлого... Пока все не становится слишком жестоким. В ролях: Бритт Барон, Анна Лоре, Бенедикт Сэмюэл, Анна Акана, Элли Маки, Сачин Бхатт.                                                  |            |                                                   |                                          |                   |                                                                          |                 |
| 18 | 6          | «Ползающие Твари» «Crawlers»                      | День святого Патрика                     | Брэндон Зак       | Сюжет : Кэтрин Уигналл Телесценарий : Кэтрин Уигналл и Майк Гэн          | 6 марта 2020    |
| В День Святого Патрика группе друзей предстоит отбросить пьяное веселье, чтобы спасти собственный университетский городок от не знающей пощады армии инопланетян, способных изменять свою внешность. В ролях: Джуди Деморест, Пепи Сонуга, Джорджиа Вигхэм, Оливия Лэнг, Кэмерон Фуллер. |            |                                                   |                                          |                   |                                                                          |                 |
| 19 | 7          | «Пука жив» «Pooka Lives»                          | Пасха День Пуки                          | Алехандро Бругуес | Райан Коппл                                                              | 3 апреля 2020   |
| Группа друзей лет тридцати, знакомых со школы, пытаются создать собственную страшную историю о Пуке. Они решают сделать это ради веселья, однако все заходит слишком далеко и история, ставшая вирусной в Интернете, создаёт все более убийственные версии этого существа. В ролях: Фелиция Дэй, Уил Уитон, Малкольм Барретт, Рейчел Блум, Джона Рэй, Линди Гринвуд, Гэвин Стенхаус.                                                                          |            |                                                   |                                          |                   |                                                                          |                 |
| 20 | 8          | «Доставлено» «Delivered»                          | День матери                              | Дирк Блэкман      | Эмма Тамми                                                               | 8 мая 2020      |
| Жизнь беременной женщины претерпевает невероятные изменения и переворачивается с ног на голову, когда она понимает, что некоторые из её близких имеют куда более зловещие планы на неё и ребёнка, чем она могла предполагать. В ролях: Тина Мажорино, Натали Пол, Майкл Кэссиди, Мика Паркер, Росслин Люк. |            |                                                   |                                          |                   |                                                                          |                 |
| 21 | 9          | «Хороший мальчик» «Good Boy»                      | Неделя признательности домашним животным | Тайлер Макинтайр  | Аарон Эйзенберг и Уилл Эйзенберг                                         | 12 июня 2020    |
| Одинокой девушке, потерявшей работу и уставшей от постоянных безуспешных свиданий, посоветовали завести собаку "эмоциональной поддержки". Но после того, как она забирает к себе из питомника собаку, все вокруг начинают странным образом умирать. В ролях: Джуди Грир, Стив Гуттенберг, Эллен Вонг, Элиз Нил, Мария Кончита Алонсо, МакКинли Фриман, пёс Чико.                                                                                              |            |                                                   |                                          |                   |                                                                          |                 |
| 22 | 10         | «Действующий режим» «The Current Occupant»        | День независимости США                   | Джулиус Рамсей    | Олстон Рамсей                                                            | 17 июля 2020    |
| Страдающему амнезией пациенту психбольницы кажется, что на самом деле он - настоящий президент США и его удерживают в клинике насильно. Он решает придумать план побега. В ролях: Бэрри Уотсон, Сонита Генри, Марвин Джонс III, Лилли Бёрдселл, Кейт Кобб, Эзра Баззингтон, Джошуа Бёрдж. |            |                                                   |                                          |                   |                                                                          |                 |
| 23 | 11         | «Щупальца» «Tentacles»                            | День святого Валентина                   | Клара Аранович    | Сюжет : Александра Печман и Ник Антоска Телесценарий : Александра Печман | 12 февраля 2021 |
| Тара и Сэм начинают новую главу в своей жизни, пока их отношения не примут ужасающий оборот. В ролях: Дэна Дрори, Кэйси Дейдрик, Ивэн Уильямс, Каси Элиз. |            |                                                   |                                          |                   |                                                                          |                 |
| 24 | 12         | «Кровавая Луна» «Blood Moon»                      | Весенее полнолуние                       | Эмма Тамми        | Адам Мэйсон и Саймон Бойес                                               | 26 марта 2021   |
| Эсма и её сын Луна переезжают в маленький городок, чтобы начать новую жизнь, и скрыть ужасную тайну, но обнаруживают, что прием, оказанный им, не такой, как они ожидали. В ролях: Мэгалин Эчиканвоке, Йонас Кибриб, Джошуа Дов, Марко Родригес, Гарет Уильямс, Джек Янг. |            |                                                   |                                          |                   |                                                                          |                 |

1. ↑  Праздник во вселенной сериала, начатый последователями культа Пуки, и который отражает Воскресение Иисуса Христа